# Sporopollenin

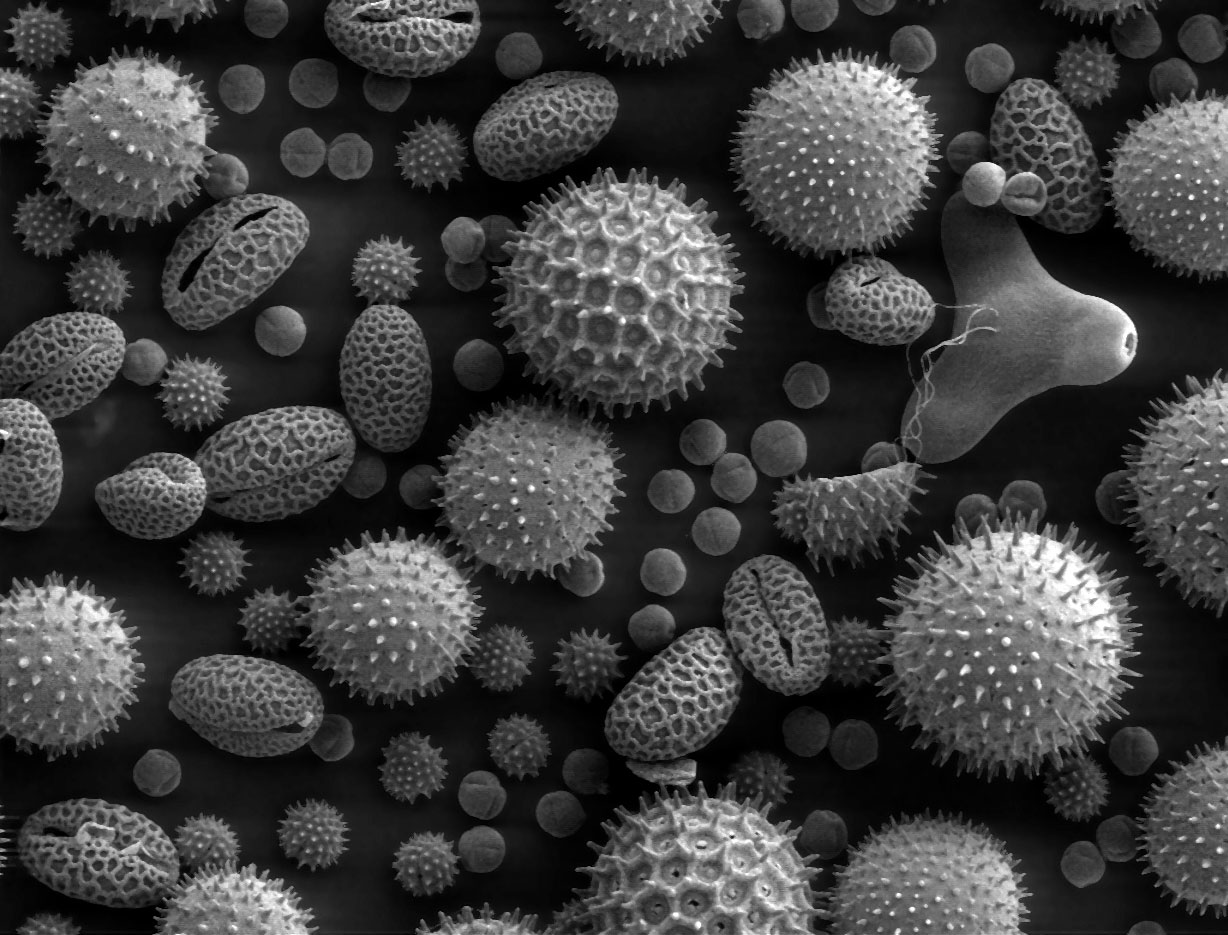
Pollenkörner mit unterschiedlichen Oberflächen von unterschiedlichen Pflanzen: Lilium auratum mit monocolpaten Pollenkörnern; die anderen haben tricolpate Pollenkörner: Sonnenblume (Helianthus annuus), Prunkwinde (Ipomoea purpurea), Sildalcea malviflora, Nachtkerze (Oenothera fruticosa) und Rizinus (Ricinus communis).

Sporopollenin ist die pflanzliche Substanz, die den Baustoff des Exospors bei Sporen und der Exine von Pollenkörnern bildet. Sporopollenin ist ein hochpolymeres Heteropolymer von verwandten Biomolekülen, das von einfachen aromatischen Carbonsäuren wie p-Cumarsäure (4-Hydroxy-Zimtsäure) und langkettigen, unverzweigten Aliphaten sowie aliphatischen Polyhydroxy-Komponenten aufgebaut wird; das quervernetzte Molekülgerüst weist Ether-Brücken auf. Sporopollenin ist chemisch sehr widerstandsfähig (inert gegenüber Säuren, Basen, Lösungsmittel).
Als Entstehungsweg vermutete man eine oxidative Polymerisation von Carotinoiden und Carotinoidestern. Tracer-Experimente deuten aber auf eine Beteiligung des Lipid- und Phenylpropanoid-Metabolismus bei der Biosynthese von Sporopollenin hin. Da die chemische Robustheit des Sporopollenin dessen Analyse erschwert, war dessen Zusammensetzung lange unbekannt. Pollenkörner werden unter Luftabschluss nicht abgebaut und zu Mikrofossilien. Jedoch gibt es Bakterien, die Sporopollenin zersetzen.
Sporopollenin ist eine Auflagerung (Akkruste) auf die Zellwand. Die Funktion liegt vor allem im Schutz vor UV-Strahlung, nicht aber vor Austrocknung.

## Vorkommen
Sporopollenin-ähnliche Substanzen (z. B. Algaenane) kommen bei einigen Luftalgen in der Gruppe der Chlorophyta vor: den Trentepohliophyceae und bei einigen Chlorococcales. Das Hauptvorkommen liegt jedoch bei den Embryophyta: den Moosen, Farnartigen und Samenpflanzen. Sporopollenin gilt als ein Schlüsselmerkmal von Landpflanzen, welches zur erfolgreichen Besiedlung von Land beitrug. Die Sporen- (später: Pollen-)widerstandsfähigkeit wurde damit erhöht. Sporopollenin kommt auch bei Armleuchteralgen (Characeae) vor, deren Entwicklungslinie als Schwestergruppe der Embryophyta gilt.